# ディエゴ・カーニャ
ディエゴ・セバスティアン・カーニャ（Diego Sebastián Cagna, 1970年4月19日 - ）は、アルゼンチン・ブエノスアイレス出身の元同国代表サッカー選手、現サッカー指導者。現役時代はボカ・ジュニアーズの闘将として名高かった。

## 経歴
AAアルヘンティノス・ジュニアーズユース出身で、1988年のデビューから201試合をアルヘンティノスの選手としてプレー。1992年にCAインデペンディエンテへと移籍、3つの国際タイトルを獲得したが出場機会には恵まれなかった。
1996年、ボカ・ジュニアーズに移籍。1998年前期リーグでの無敗優勝などバスアルド、セルナ、リケルメと形成した中盤は無敵を誇った。
1999年には新興チームだったスペイン・ビジャレアルCFに初の海外移籍をしたがチームに馴染んだとは言いがたい。2002年のメキシコ・アトレティコ・セラヤを経て、ボカへ復帰。不動のキャプテンとして活躍し、2005年にボカで引退した。
2006年12月にCAティグレの監督として初就任。2部所属のティグレを1シーズン後には1部であるプリメーラ・ディビシオンへと昇格させる。初挑戦となった2007年前期リーグを2位で終えるなど、監督として優れた手腕を発揮している。
2010年4月、チリのCSDコロコロの監督に就任。

## タイトル

### クラブ
インデペンディエンテ
- プリメーラ・ディビシオン : 1993-94C
- スーペルコパ・スダメリカーナ : 1994, 1995
- レコパ・スダメリカーナ : 1995

ボカ・ジュニアーズ
- プリメーラ・ディビシオン : 1998-99A, 1998-99C, 2003-04A, 2005-06A
- コパ・リベルタドーレス : 2003
- トヨタカップ : 2003
- コパ・スダメリカーナ : 2004, 2005
- レコパ・スダメリカーナ : 2005

### 代表
アルゼンチン代表
- キング・ファハド・カップ : 1992
- パンアメリカン : 1995